# Hersenstichting
Die Nederlandse Hersenstichting (Niederländische Hirn-Stiftung) ist eine Non-Profit-Organisation deren Ziel es ist, das Bewusstsein für Hirnleistungsstörungen zu schärfen und Mittel für die Forschung zu gewinnen.

## Die Stiftung
Ende der 1980er Jahre machten Hirnleistungsstörungen ein Drittel der Gesamtkosten im niederländischen Gesundheitssystem aus: Es gab eine große Anzahl verschiedener Hirnleistungsstörungen, die mit hohen Kosten und einem Wissensrückstand verbunden waren. Im Jahr 1989 wurde die Hersenstichting (Hirn-Stiftung) gegründet, um das Bewusstsein für Hirnbeeinträchtigungen zu schärfen und dadurch Mittel für die Forschung zu beschaffen.
2021 vereinte sich die Hersenstichting mit der „Edwin van der Sar Foundation“, gegründet 2012 durch den ehemaligen niederländischen Torwart Edwin van der Sar und seiner Ehefrau Annemarie, die 2009 selbst Betroffene einer Hirnblutung war. Auch Edwin van der Sar erlitt am 7. Juli 2023  das gleiche Schicksal.
| Erkrankung                                                     | Anzahl Betroffene | Anteil der Bevölkerung |
| Migräne                                                        | 283.800           | 1,6 %                  |
| Angststörung                                                   | 454.700           | 2,6 %                  |
| Depressive Störung, nicht anders angegeben darunter Depression | 562.100           | 3,2 %                  |
| Schädel-Hirn-Trauma                                            | 760.200           | 4,3 %                  |
| Demenz                                                         | 116.500           | 0,7 %                  |
| Schlaganfall                                                   | 372.000           | 2,1 %                  |
| Epilepsie                                                      | 211.800           | 1,2 %                  |
| Parkinson                                                      | 52.900            | 0,3 %                  |
| Multiple Sklerose                                              | 36.200            | 0,2 %                  |
| Hirntumor                                                      | 40.000            | 0,2 %                  |

## Medienpreis
Der Hersenstichting Mediaprijs sollte alle zwei Jahre an denjenigen Journalisten verliehen werden, dem es am besten gelingt, die Aufmerksamkeit gezielt und originell auf Themen rund um das menschliche Gehirn, Hirnleistungsstörungen und die Hirnforschung zu lenken. Ein wichtiges Kriterium ist dabei, das Verständnis für Menschen mit neurologischen oder psychiatrischen Hirnerkrankungen zu erhöhen. Der Preis wurde jedoch nur einmal 2009 an Pay-Uun Hiu von der Volkskrant vergeben für den Artikel Alle klokken zeggen tiktak vom 11. Oktober 2008.

## Finanzierung
Die Hersenstichtung verfügte 2023 über einen jährlichen Haushalt von rd. 18 Millionen Euro. Diese Mittel stammen zu einem Drittel aus Spenden; ein weiteres Drittel speist sich aus Nachlässen und Schenkungen. Des Weiteren erhält die Stiftung Gelder von Firmen, gemeinnützigen Organisationen und Lotterien. Rund 9 % stammen aus staatlichen Fördertöpfen.

## Botschafter
Prominente Autoren, Journalisten. Musiker und Sportler, darunter das Ehepaar van der Sar, treten als Testimonials der Stiftung auf.

## Vergleiche auch
- Deutsche Hirnstiftung